# Azzano d’Asti
Azzano d’Asti (piemontiul: Asan) település Olaszországban, Piemont régióban, Asti megyében. Lakosainak száma 389 fő (2023. január 1.). Azzano d’Asti Asti és Rocca d’Arazzo községekkel határos.

## Népesség
A település népessége az elmúlt években az alábbi módon változott:
| Lakosok száma | 395  | 378  | 389  |
|               | 2017 | 2018 | 2023 |